# Salem, Herzogtum Lauenburg
Salem là một đô thị thuộc huyện Lauenburg, trong bang Schleswig-Holstein, nước Đức. Đô thị Salem, Herzogtum Lauenburg có diện tích 25,1 km², dân số thời điểm 31 tháng 12 năm 2006 là 561 người.